# Йозеф Петерка
Йозеф Петерка (*6 березня 1944, Оржіков) — чеський соціаліст, поет і теоретик літератури.
Закінчив середню школу в 1962 році, вивчав філософію та богеміку в Карловому університеті в Празі. У 1968 році Петерка здобув науковий ступінь кандидата наук і в цьому ж році розпочав викладати в середній школі. У 1972 прийняв посаду наукового співробітника Чехословацької академії наук. Досліджував літературу в Чехії та в усьому світі. У 1981 році був обраний секретарем Чехословацької спілки письменників.

З моменту розпуску асоціації в 1990 році читав лекції на педагогічному факультеті в Празі.
Окрім віршів, під впливом творів Володимира Голана, він опублікував численні теоретичні літературні трактати, майже виключно в сенсі соціалізму та режиму. Він був одним із так званих марксистських теоретиків літератури. Також працював перекладачем з російської мови.